# Tyler Ritter
Tyler David Thomas Ritter (* 31. Januar 1985 in Los Angeles, Kalifornien) ist ein US-amerikanischer Schauspieler.

## Leben und Karriere
Tyler Ritter wurde als Sohn des Schauspieler John Ritter und Nancy Morgan in Los Angeles geboren. Sein Bruder ist der Schauspieler Jason Ritter, ein Großelternpaar waren Dorothy Fay und Tex Ritter. Während seiner Zeit auf der High School trat er in Schulaufführungen auf, verwarf den Wunsch den gleichen Weg seines Vaters zu ergreifen, nach dessen frühen Tod, jedoch zunächst. 2007 schloss er die University of Pennsylvania ab und arbeitete anschließend drei Jahre lang als Lehrer in Argentinien. Im Alter von 25 kehrte er dann nach Los Angeles zurück um eine Schauspielkarriere anzustreben.
Seine erste Rolle vor der Kamera übernahm er 2008 im Film Good Dick, in dem auch sein Bruder mitspielte. In den folgenden Jahren war er vor allem in Kurzfilmen zu sehen. Ab 2013 trat er dann unter anderem in den Serien Modern Family, Grey’s Anatomy, Hot in Cleveland, Marvel’s Agents of S.H.I.E.L.D., Navy CIS: L.A., Navy CIS, Young & Hungry und Chicago P.D. in Gastrollen auf. Von 2014 bis 2015 spielte er in der Serie The McCarthys die Hauptrolle des Ronny McCarthy. 2016 war Ritter als Det. Billy Malone wiederkehrend in der Serie Arrow zu sehen. 2019 übernahm er als Alan eine Nebenrolle in der Serie Merry Happy Whatever.

## Persönliches
Ritter ist seit 2010 mit der argentinischen Regisseurin Lelia Parma verheiratet, die mit ihm in die USA zog, nachdem er aus Argentinien zurückkehrte. 2017 wurden sie Eltern eines Sohnes.

## Filmografie (Auswahl)
- 2008: Good Dick
- 2011: Weekends at Bellevue (Fernsehfilm)
- 2013: Life in Text (Kurzfilm)
- 2013: Modern Family (Fernsehserie, Episode 5x03)
- 2013: Slice (Kurzfilm)
- 2014: Grey’s Anatomy (Fernsehserie, Episode 10x23)
- 2014: An Evergreen Christmas
- 2014: I’m the Same
- 2014–2015: The McCarthys (Fernsehserie, 15 Episoden)
- 2015: French Kiss (Kurzfilm)
- 2015: Hot in Cleveland (Fernsehserie, Episode 6x23)
- 2015: Marvel’s Agents of S.H.I.E.L.D. (Fernsehserie, Episode 3x09)
- 2016: Navy CIS: New Orleans (NCIS: New Orleans, Fernsehserie, Episode 2x12)
- 2016: Navy CIS (NCIS, Fernsehserie, Episode 13x12)
- 2016: Young & Hungry (Fernsehserie, 2 Episoden)
- 2016: Arrow (Fernsehserie, 6 Episoden)
- 2017: Chicago P.D. (Fernsehserie, Episode 4x19)
- 2018: Stillwater
- 2018: The Good Doctor (Fernsehserie, Episode 2x09)
- 2018: Playing Dead (Fernsehfilm)
- 2019: A Friendly Conversation (Kurzfilm)
- 2019: Merry Happy Whatever (Fernsehserie, 3 Episoden)
- 2020: Homecoming (Fernsehserie, 4 Episoden)
- 2022: Who Killed Cooper Dunn?
- 2023: Painkiller (Miniserie)